# Santa Prisca (Corredor Central Norte)
La parada Santa Prisca forma parte del Corredor Central Norte, en Quito, Ecuador.
Opera con el circuito C2: La Ofelia - Playón de la Marín, el cual tiene un intervalo de cada 3 minutos. Con este se conectan hacia el norte y el centro. 

Toma su nombre del barrio homónimo en el que se encuentra la ruta del corredor. Sirve al Colegio Mejía y a la Iglesia de la Basílica del Voto Nacional
- Datos: Q85877519